# الريدة (حفاش)

تعديل مصدري - تعديل

الريدة هي إحدى قرى عزلة بني قشب بمديرية حفاش التابعة لمحافظة المحويت، بلغ تعداد سكانها 309 نسمة حسب تعداد اليمن لعام 2004.